# ロバーツ級モニター
ロバーツ級モニター (Roberts class monitor) はイギリス海軍のモニターの艦級である。第二次世界大戦の戦時急造艦として15インチ砲搭載モニター艦が1940年4月に、もう1隻が1941年5月に建造を開始した。1941年10月にネームシップの「ロバーツ (HMS Roberts, F40) 」が完成、1943年5月に2番艦「アバクロンビー (HMS Abercrombie, F109) 」が完成した。
ロバーツ級モニターは前級（エレバス級）」の基本設計を引き継いでいるが、対空火力と水平防御力を強化しているのが特徴である。また姉妹艦同士でも若干の改良点があった。

## 概要
第一次世界大戦勃発後、イギリスの第一海軍卿はマウントバッテン卿からジョン・アーバスノット・フィッシャー卿に交代した。イギリス海軍の建艦計画はウィンストン・チャーチル海軍大臣とフィッシャー軍令部長の影響を受け、その流れの中で退役戦艦や未完成戦艦の主砲と主砲塔を流用した大口径砲搭載モニター艦が多数出現した。建造中のR級戦艦「ラミリーズ 」から42口径15インチ（38.1センチ）砲連装砲塔を流用したマーシャル・ネイ級モニター2隻（マーシャル・ネイ、マーシャル・ソウルト）も、その一つである。
第一次世界大戦終結後、イギリス海軍の大口径砲搭載モニター艦は大部分が売却と解体の運命を辿り、残った艦も武装を撤去して雑役船、ハルク、宿泊艦などに転用され、現役のモニター艦はエレバス級モニター2隻のみ。他に「マーシャル・ソウルト」が練習艦になっていた。
第二次世界大戦勃発時、イギリスの海軍大臣はウィンストン・チャーチル卿であった。前大戦の西部戦線では、ベルギー沿岸での対地支援砲撃で大口径モニター艦が活躍した。チャーチル海軍大臣は今次大戦の西部戦線でもモニター艦の出番があると想定し、エレバス級モニター2隻のイギリス周辺海域配備と、「マーシャル・ソウルト」の現役復帰およびドイツ空軍の脅威を想定して対空防御力の強化を要求した。
イギリス海軍は「マーシャル・ソウルト」を修理して復帰させるより新造艦を建造した方が良いと判断し、1939年度戦時計画でモニター艦の建造を決定、1940年4月にジョン・ブラウン社で「ロバーツ」の建造がはじまった。戦時急造艦なので前級（エレバス級モニター）を参考にしつつ、水平防御、対空火力の強化をおこなった。15インチ連装砲塔は「マーシャル・ソウルト」が装備していた主砲塔（戦艦「ラミリーズ」の主砲塔）を再利用した。
1941年2月22日、北アフリカ戦線に投入されていた「テラー」がJu 87 シュトゥーカの急降下爆撃で沈没した。同年5月、ヴィッカース・アームストロングで2番艦「アバークロンビー（アバクロンビー）」の建造が始まった。搭載砲の強化、艦載機の搭載、艦隊随伴能力の付与といった設計の大幅変更も検討されたが、最終的には姉妹艦の小改良にとどまった。「アバークロンビー」の15インチ（38.1センチ）砲連装砲塔は、カレイジャス級巡洋戦艦「フューリアス 」の予備砲塔を流用した。姉妹艦よりも工事が遅れていた「フューリアス」は、フィッシャー卿の指導により40口径18インチ砲を艦前部と後部に単装砲塔として搭載予定だった。だが18インチ砲が失敗作だった場合に備え、姉妹艦と同様に15インチ連装砲塔も用意されていた。フューリアス用予備主砲塔の1つは既にエレバス級モニター艦「エレバス 」に搭載され、もう1つが余っていたのである。

## 戦歴
1941年10月に完成した「ロバーツ」は「エレバス」と共に地中海戦線に派遣された。1942年11月、トーチ作戦に参加してJu 88の爆撃で損傷し、イギリスに戻って修理をおこなう。1943年7月のハスキー作戦には、15インチ砲モニター3隻（ロバーツ、アバクロンビー、エレバス）が揃って参加した。9月のアヴァランチ作戦には本級2隻が参加、「アバクロンビー」が機雷で損傷し、長期修理を余儀なくされる。
1944年6月のノルマンディー上陸作戦では「アバクロンビー」の修理が間に合わず、15インチ砲モニター艦は「ロバーツ」と「エレバス」が参加した。作戦成功後、ベルギーやフランスで対地火力支援任務に投入された。一方、修理を終えた「アバクロンビー」は度年8月にマルタで機雷による被害を受け、また長期にわたり戦線を離脱する。
1945年5月のドイツ降伏後、本級2隻は太平洋戦線に参加するため東洋艦隊に派遣された。だが極東にむけて回航中に8月15日の日本降伏という事態になった。

## 艦艇要目
| 艦名           | 建造所                                               | 由来                             | 起工          | 進水          | 竣工           | その後                              |
| -------------- | ---------------------------------------------------- | -------------------------------- | ------------- | ------------- | -------------- | ----------------------------------- |
| ロバーツ       | ジョン・ブラウン・アンド・カンパニー、クライドバンク | フレデリック・ロバーツ陸軍元帥   | 1940年4月30日 | 1941年2月1日  | 1941年10月27日 | 1965年、インヴァ―カイシングで解体。 |
| アバクロンビー | ヴィッカース・アームストロング、ウォールセンド       | ラルフ・アバークロンビー陸軍中将 | 1941年4月26日 | 1942年3月31日 | 1943年5月5日   | 1955年、バローで解体。              |